# Nikos Anastasiadis
Nikos Anastasiadis, gr. Νίκος Αναστασιάδης (ur. 27 września 1946 w Pera Pedi) – cypryjski prawnik i polityk, od 1997 do 2013 przewodniczący centroprawicowego Zgromadzenia Demokratycznego (DISY), w latach 2013–2023 prezydent Republiki Cypryjskiej.

## Życiorys
Z wykształcenia jest prawnikiem, ukończył w 1969 prawo na Uniwersytecie Ateńskim. Podjął też studia podyplomowe na University College London w zakresie prawa morskiego (1971). W 1972 rozpoczął praktykę we własnej firmie prawniczej Anastasiadis i Partnerzy, specjalizującej się w prawie morskim, cywilnym, finansowym i handlowym.
W 1976 znalazł się wśród założycieli Zgromadzenia Demokratycznego i jego organizacji młodzieżowej NE.DI.SY, której był wiceprzewodniczącym (1985–1987) i przewodniczącym (1987–1990). W 1981 po raz pierwszy uzyskał mandat posła do Izby Reprezentantów z okręgu w Limassolu, ponownie był wybierany w kolejnych wyborach w 1985, 1991, 1996, 2001, 2006 i 2011. W latach 1990–1997 był wiceprzewodniczącym DISY. 8 czerwca 1997 objął przywództwo w Zgromadzeniu Demokratycznym, zastępując Janakisa Matsisa. W 1999, 2003, 2007 i 2012 uzyskiwał ponowne reelekcje na stanowisku lidera partii na kolejne kadencje. W 1995 powołany w skład Rady Narodowej przy prezydencie Cypru. W krajowym parlamencie pełnił m.in. funkcje przewodniczącego frakcji partyjnej (1993–1997), wicemarszałka (1996–2001), przewodniczącego komisji spraw zagranicznych (2001–2006).
W 2013 został kandydatem Zgromadzenia Demokratycznego w wyborach prezydenckich. Poparła go również m.in. Partia Demokratyczna. Pozostawał faworytem tych wyborów według publikowanych do początku lutego sondaży. W pierwszej turze uzyskał ponad 200 tys. głosów (45,46%). W drugiej turze wygrał z popieranym przez komunistyczną partię AKEL Stawrosem Malasem (otrzymał 57,48% głosów). Kadencję na urzędzie prezydenta rozpoczął 28 lutego 2013.
W 2018 ubiegał się o reelekcję w kolejnych wyborach prezydenckich. W pierwszej turze głosowania dostał 35,51% głosów, przechodząc do drugiej ponownie ze Stawrosem Malasem. W drugiej otrzymał 55,99% głosów, pokonując swojego konkurenta i zapewniając sobie wybór na drugą kadencję. Urząd prezydenta sprawował do 28 lutego 2023, kiedy to zaprzysiężony został jego następca Nikos Christodulidis.

## Odznaczenia
- Order za Wybitne Zasługi (Słowenia, 2018)[11]
- Order Orła Białego (Polska, 2021)[12]

## Życie prywatne
Od 1971 jest żonaty, ma dwie córki.